# Shu-bi-dua 8
Shu-bi-dua 8 er navnet på Shu-bi-duas ottende album, som udkom på LP i 1982 og senere blev genudgivet på CD i 1990. Albummet blev på ny genudgivet i remasteret version på CD, LP og som download i 2010 under navnet "Deluxe udgave". Kasper Winding og Willy Pedersen erstattede hhv. Bosse Hall Christensen og Jens Tage Nielsen på trommer og keyboard på dette og de næste to albums. Willy havde ind i mellem spillet med bandet på diverse koncerter siden 1979 som erstatning for Jens Tage som led af sceneskræk.
Albummet var forudbestilt i 100.000 eksemplarer, og var det mest solgte album det år.

## Spor
| #   | Titel                                            | Længde |
| --- | ------------------------------------------------ | ------ |
| 1.  | "We Wanna Be Free"                               | 3:48   |
| 2.  | "Melogik"                                        | 3:01   |
| 3.  | "Form og filur"                                  | 3:37   |
| 4.  | "O.P.U.S. 239"                                   | 0:52   |
| 5.  | "Ronald og Leonid"                               | 3:23   |
| 6.  | "Billen på bladet"                               | 2:05   |
| 7.  | "Den grønne"                                     | 3:11   |
| 8.  | "Jens Olsens verdensur"                          | 3:06   |
| 9.  | "Dallas"                                         | 3:58   |
| 10. | "Costa Kalundborg"                               | 3:44   |
| 11. | "Sårhus"                                         | 4:10   |
| 12. | "Medley Mix" (bonus)                             | 12:50  |
| 13. | "Hvidesande-indslag" (Sankt Hans 1981, bonus)    | 1:24   |
| 14. | "P3-jingle" (Sankt Hans 1981, bonus)             | 3:47   |
| 15. | "Sankt Hans 1981" (bonus)                        | 2:26   |
| 16. | "Bundesen & Hardinger – Om Shu-bi-dua 8" (bonus) | 2:06   |

"Dallas" handler om tv-serien af samme navn.
"Ronald og Leonid" handler om Leonid Bresjnev, Ronald Reagan og den kolde krig.
"Billen på Bladet" er en sang til musikanmelderen Torben Bille, der skrev for Politiken og som altid var meget kritisk over for bandets udgivelser.
Spor 12-15 er bonusnumre, som kun findes på de remastered cd- og downloadudgaver fra 2010, og spor 16 findes kun hos enkelte downloadforretninger. Spor 12 er tidligere udgivet på Shu-bi-læum.
Alle titler og sporlængder er taget fra 2010-downloadudgaverne.